# Tobercornan

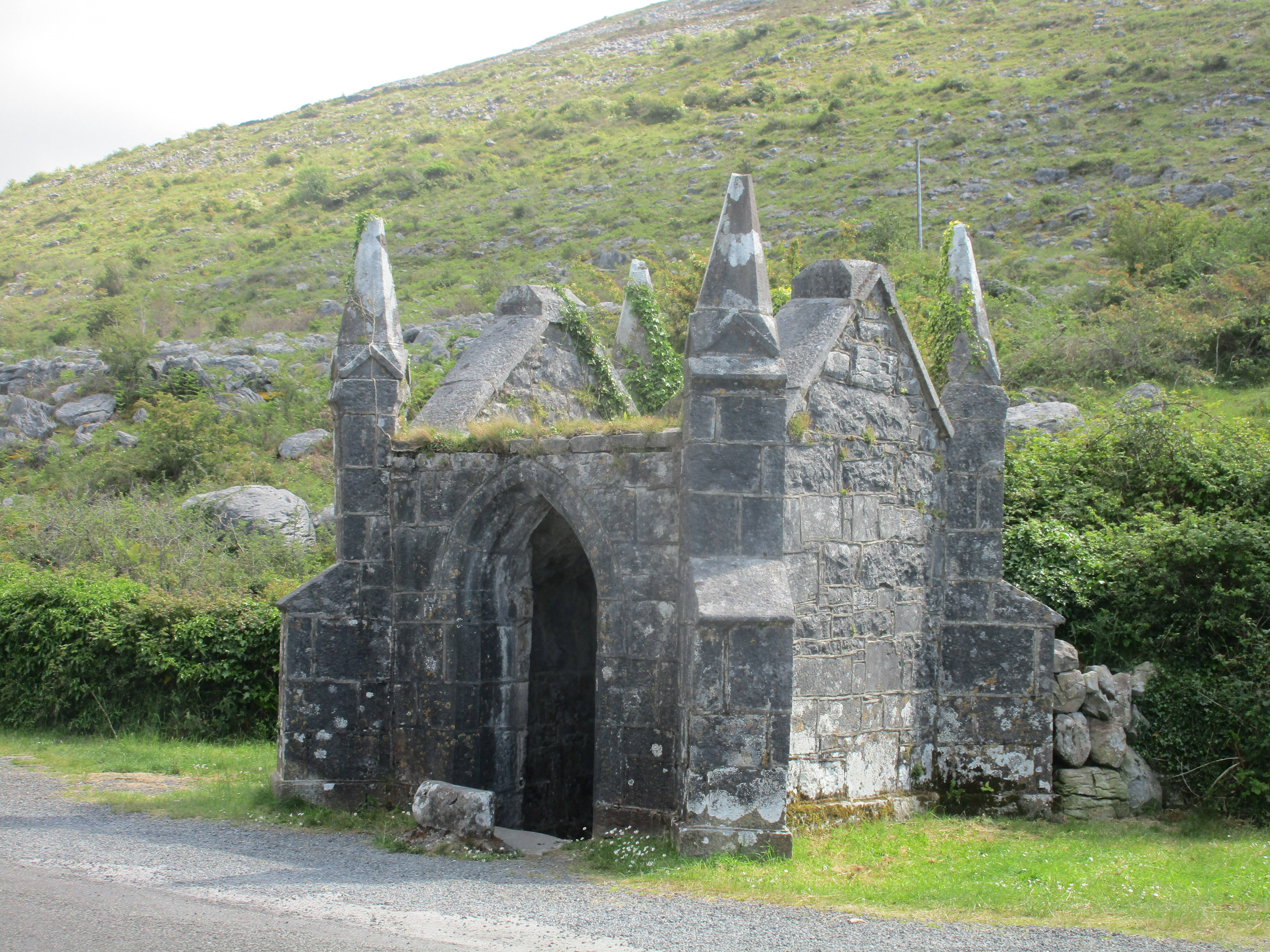
Tobercornan

Tobercornan (irisch: Tobar Chornáin oder The Pinnacle Well) ist eine Heilige Quelle am Rande der Cappanawalla Mountains westlich von Ballyvaughan im Burren im County Clare in Irland. Das um 1860 gebaute Brunnenhaus wird im National Inventory of Architectural Heritage ausgewiesen.

## Namensgebung
Die Quelle wurde nach einer Person benannt oder nach dem irischen Pflanzennamen Cornán (Nabelkraut). „Tobar“ steht im irischen Gälisch für Quelle.

## Beschreibung
Die Tobercornan liegt an der Küstenstraße (Gleninagh Lane), nordwestlich des Ortes Ballyvaughan. Um 1860 wurde ein Brunnenhaus im neugotischen Stil aus grauen Natursteinen errichtet, mit diagonal gestellten Strebepfeilern, gekrönt mit stumpfartigen Fialen.
Das Quellenhaus verbirgt den Zulauf des Wassers, das durch zwei U-förmige Kanäle im Kalkstein eintritt. Weil die Wasserversorgung für das Dorf Ballyvaughan in Trockenzeiten gestört war, kann das Quellenhaus zur Notversorgung erforderlich gewesen sein, zumal es ein beständiger Quell ist, dessen Volumen sich in den Jahreszeiten nur wenig ändert.